# Knobhead Moraine
Knobhead Moraine är en kulle i Antarktis. Den ligger i Östantarktis. Nya Zeeland gör anspråk på området. Toppen på Knobhead Moraine är 930 meter över havet.
Terrängen runt Knobhead Moraine är varierad, och sluttar norrut. Trakten är obefolkad. Det finns inga samhällen i närheten. 